# Џон Прингл
Џон Прингл (Roxburghshire, 10. април 1707 — Лондон, 18. јануар 1782) је био шкотски лекар, начелник санитета британске армије и један од најпознатијих хигијеничара 18. века.

## Биографија
Радио је на сузбијању заразних болести, посебно срдобоље која се, по његовом мишљењу, преноси додиром болесника и преко личних ствари. Године 1743. предлаже заштиту болница, рањеника и болесника међу зараћеним државама. Искуства из Рата за аустријско наслеђе у којем је учествовао као начелник санитета, објавио је у делу „Observations on the Diseases of the Army“ (Лондон 1752).